# Димитър Мурджиев
Димитър Юрданов Мурджиев е български военен, участник в Сръбско-българската (1885), Балканската (1912 – 1913) и Междусъюзническата (1913), командир на 1-ви пехотен македонски полк през Първата световна война (1915 – 1918).

## Биография
Димитър Мурджиев е роден на 13 октомври 1963 година в град Велес, тогава в Османската империя. На 20 септември 1882 постъпва на военна служба. Завършва в 5-и випуск на Военното на Негово Княжеско Височество училище и на 30 август 1884 г. е произведен в чин подпоручик. Взема участие в Сръбско-българската война (1885), след което на 30 август 1886 г. е произведен в чин поручик, а от 1889 г. е капитан. Служи като командир на дружина от 7-и пехотен преславски полк, в 1-ви пехотен софийски полк, във 2-ри пехотен искърски полк и в 7-и пехотен преславски полк. На 18 май 1900 г. е произведен в чин майор.

### Първа световна война (1915 – 1918)
При намесата на България в Първата световна война (1915 – 1918) вече като запасни полковник командва 1-ви пехотен македонски полк ot 11-а пехотна македонска дивизия, на която служба е до май 1916 година. За бойни отличия през войната е награден с Военен орден „За храброст“, IV степен, 1-ви клас.

## Военни звания
- Подпоручик (30 август 1884)
- Поручик (30 август 1886)
- Капитан (1889)
- Майор (18 май 1900)
- Подполковник
- Полковник

## Награди
- Военен орден „За храброст“, IV степен